# メダカが見た虹
「メダカが見た虹」（メダカがみたにじ）は、日本のシンガーソングライター、高田梢枝の4枚目のシングル。2007年5月23日発売。

## 解説
前作「世界の果てまで」から約3ヶ月でリリースされた2007年第2弾シングル。1年間に2本シングルを発表したのは初である。初回生産版には、特典として『おおきく振りかぶって』書き下ろしワイドキャップステッカーが付属。
ビデオクリップには、ファッションモデルの湯川舞・菅聡美らが出演している。
本作とアルバム『雨天決行』のリリース後に高田とエスエムイーレコーズとの契約が終了しており、以降のCDリリースがないため、2010年1月現在本作が高田のラストシングルとなっている。

## 収録曲
全曲 作詞：高田梢枝、編曲：TOMI YO
1. メダカが見た虹 [5:32]
作曲：高田梢枝
TBS・MBS系アニメ『おおきく振りかぶって』エンディングテーマ
2. グッピー [4:10]
作曲：高田梢枝/TOMI YO
3. 飛べれば [3:54]
作曲：高田梢枝

## 収録アルバム
- アルバム『雨天決行』（#1, #2）